# 大兴乡 (南充市)
大兴乡，是中华人民共和国四川省南充市嘉陵区下辖的一个乡镇级行政单位。

## 行政区划
大兴乡下辖以下地区：
皇殿山村、双堰塘村、万山寺村、文武寨村、枫木垭村、栗子坝村、明星寺村、马村山村、公子寺村、保头寨村、天灯宝村、新观音村、广德院村、柯家湾村、碑垭口村和佛降寺村。